# 武汉工业大学
武汉工业大学是一所已不存在的大学，位于湖北武汉。2000年与武汉汽车工业大学、武汉交通科技大学合并组建武汉理工大学。

## 历史沿革
- 1958年成立北京建筑工业学院。
- 1971年7月，北京建筑工业学院搬至湖北武汉与同属建筑工程部的武汉建筑工程学校合并，更名为湖北建筑工业学院。
- 1978年2月，湖北建筑工业学院被列为新增的全国重点大学，重新划归国家建筑工程总局领导，并更名为武汉建筑材料工业学院[1]。
- 1980年，经国务院批准，武汉建材学院在原北京建筑工业学院旧址成立了北京研究生部。
- 1981年，学校获得了无机非金属材料学科博士学位授予权和结构工程等7个学科硕士学位授予权，成为首批获得博士学位授予权的高校。
- 1981年7月，武汉建筑材料工业学院（原武汉城市建设学院部分）分建武汉城市建设学院。
- 1985年8月，武汉建筑材料工业学院更名为武汉工业大学。
- 2000年5月27日，武汉工业大学与武汉汽车工业大学、武汉交通科技大学合并组建武汉理工大学。

## 知名校友
- 欧进萍，中国工程院院士，大连理工大学校长。
- 彭寿，中国建材国际工程集团有限公司董事长兼总经理。